# Roger Vachon

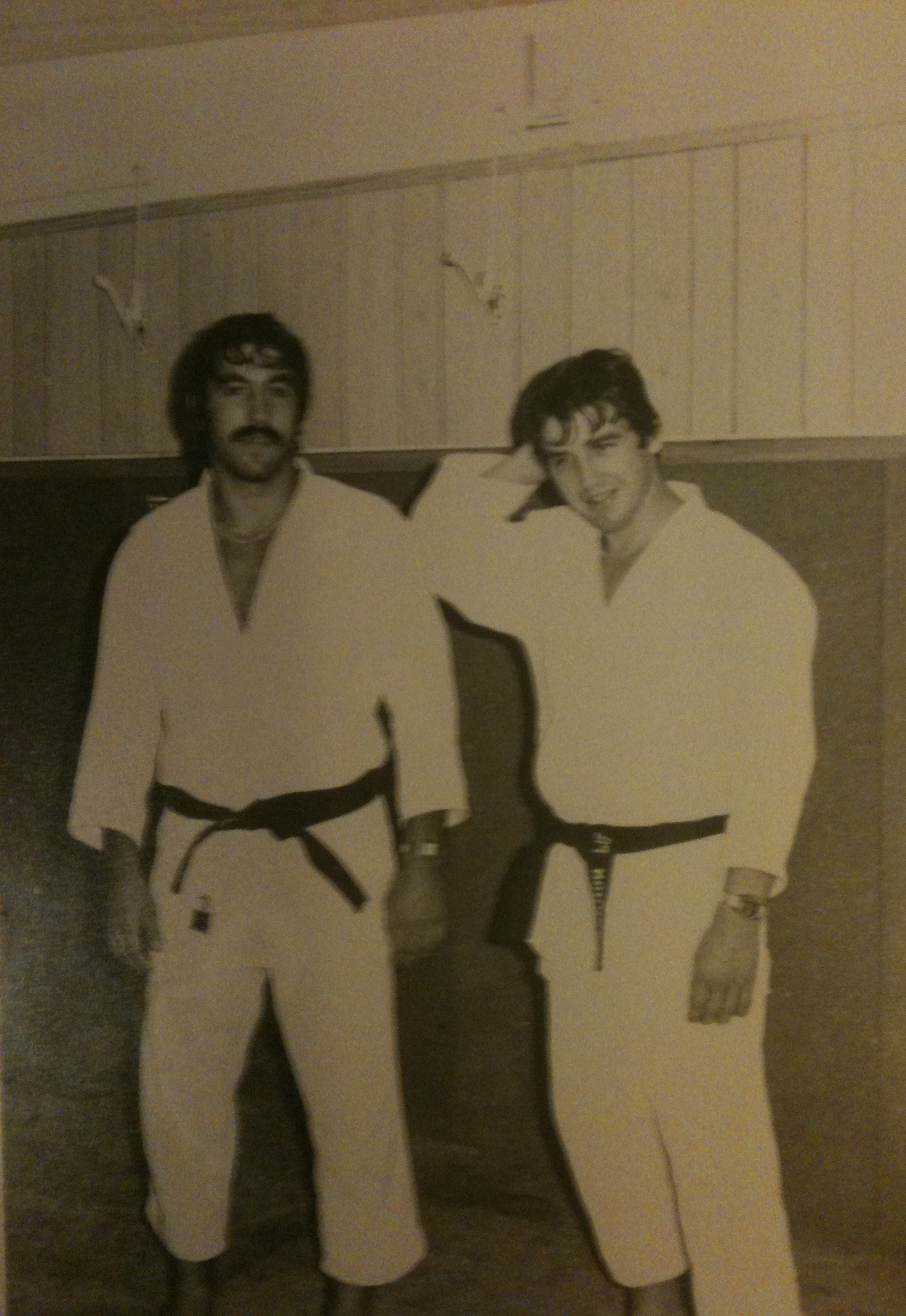
Roger Vachon (links) und sein Sohn Pierre (2010)

Roger Vachon (* 29. August 1957 in Paris) ist ein ehemaliger französischer Judoka. Er war 1981 Weltmeisterschaftsdritter und Europameister im Halbschwergewicht. Bei Europameisterschaften gewann er zudem vier Silber- und drei Bronzemedaillen.

## Sportliche Karriere
Roger Vachon war 1976 Fünfter der Juniorenweltmeisterschaften in der Gewichtsklasse bis 93 Kilogramm. 1977 war er Dritter in der Gewichtsklasse bis 95 Kilogramm, der Gewichtsklasse, in der er den überwiegenden Teil seiner Karriere kämpfte. Bei den Europameisterschaften 1979 unterlag er im Viertelfinale dem Belgier Robert Van de Walle, bei den Weltmeisterschaften 1979 schied er im Viertelfinale gegen den Österreicher Robert Köstenberger aus. Bei den französischen Meisterschaften 1980 verlor er im Halbschwergewichtsfinale gegen Jean-Luc Rougé, der auch für Frankreich an den Olympischen Spielen in Moskau teilnahm.
Anfang 1981 erreichte Vachon den dritten Platz beim Tournoi de Paris. Bei den Europameisterschaften 1981 in Debrecen gewann er das Finale gegen Tengis Chubuluri aus der Sowjetunion. Dreieinhalb Monate später bei den Weltmeisterschaften 1981 in Maastricht verlor Vachon im Viertelfinale gegen Robert Van de Walle. Mit Siegen in der Hoffnungsrunde über den Isländer Bjarni Friðriksson und über Ulf Rettig aus der DDR sicherte sich Vachon eine Bronzemedaille. Ende 1991 erreichte Vachon das Finale beim Jigoro Kano Cup und belegte den zweiten Platz hinter Alexander Schurow aus der Sowjetunion.
1982 bei den Europameisterschaften in Rostock verlor Vachon im Halbfinale gegen Robert Köstenberger, den Kampf um Bronze gewann er gegen den Niederländer Henk Numan. Im Jahr darauf erreichte Vachon das Finale bei den Europameisterschaften in Paris und unterlag Waleri Diwisenko aus der Sowjetunion. Bei den Weltmeisterschaften 1983 in Moskau verlor er im Halbfinale gegen Diwisenko und unterlag im Kampf um eine Bronzemedaille dem Westdeutschen Günther Neureuther. Im Olympiajahr 1984 trafen Neureuther und Vachon im Halbfinale der Europameisterschaften in Lüttich aufeinander und Vachon verlor. Anschließend bezwang er im Kampf um eine Bronzemedaille Jiří Sosna aus der Tschechoslowakei. Bei den Olympischen Spielen 1984 in Los Angeles verlor Vachon seinen Auftaktkampf gegen Robert Köstenberger.
Bei den Europameisterschaften 1985 in Hamar bezwang er im Halbfinale Andreas Preschel aus der DDR, im Finale unterlag er Robert Van de Walle. Vachon trat auch in der offenen Klasse an und belegte den fünften Platz. Bei den Weltmeisterschaften 1985 schied Vachon in seinem Auftaktkampf gegen Alexander Siwtsew aus der Sowjetunion aus. 1986 verlor Roger Vachon erneut im Halbschwergewichts-Finale der Europameisterschaften gegen Robert Van de Walle. In der offenen Klasse gewann er nach der aktuellsten Ergebnisliste eine Bronzemedaille, nach älteren Listen war es sein Bruder. 1987 erreichte Roger Vachon zum dritten Mal in Folge das Finale der Europameisterschaften, diesmal unterlag er Koba Kurtanidse aus der Sowjetunion. Bei den Mittelmeerspielen in Latakia siegte Roger Vachon im Finale gegen den Jugoslawen Predrag Stanišić. Im November 1987 fanden die Weltmeisterschaften in Essen statt. Roger Vachon schied im Viertelfinale gegen den Kubaner Belarmino Salgado aus. 1988 siegte Vachon bei den französischen Meisterschaften im Halbschwergewicht. Bei den Olympischen Spielen in Seoul trat Stéphane Traineau im Halbschwergewicht an. Roger Vachon startete im Schwergewicht und schied in seinem Auftaktkampf gegen den Bulgaren Dimitar Saprjanow aus.
1989 belegte Vachon den fünften Platz in der offenen Klasse bei den Europameisterschaften. Bei den Weltmeisterschaften 1989 schied er in der zweiten Runde aus. Zum Abschluss seiner Karriere gewann er das Tournoi de Paris 1990.
Der 1,88 m große Roger Vachon war zehnmal französischer Meister, sieben Mal im Halbschwergewicht und dreimal in der offenen Klasse. Sein Bruder Christian Vachon war ebenfalls als Judoka erfolgreich.